# Vienne-en-Bessin
Pour les articles homonymes, voir Vienne.
Vienne-en-Bessin est une commune française située dans le département du Calvados en région Normandie, peuplée de 266 habitants.

## Géographie
La commune est arrosée par la Seulles.
| Sommervieu           | Sommervieu, Le Manoir | Le Manoir                               |
| Saint-Vigor-le-Grand | Vienne-en-Bessin      | Le Manoir                               |
| Esquay-sur-Seulles   | Esquay-sur-Seulles    | Saint-Gabriel-Brécy, Esquay-sur-Seulles |

### Hydrographie
La commune est située dans le bassin Seine-Normandie. Elle est drainée par la Seulles et divers autres petits cours d'eau,.
La Seulles, d'une longueur de 72 km, prend sa source dans la commune de Dialan sur Chaîne et se jette  dans la baie de Seine à Courseulles-sur-Mer, après avoir traversé 31 communes. 

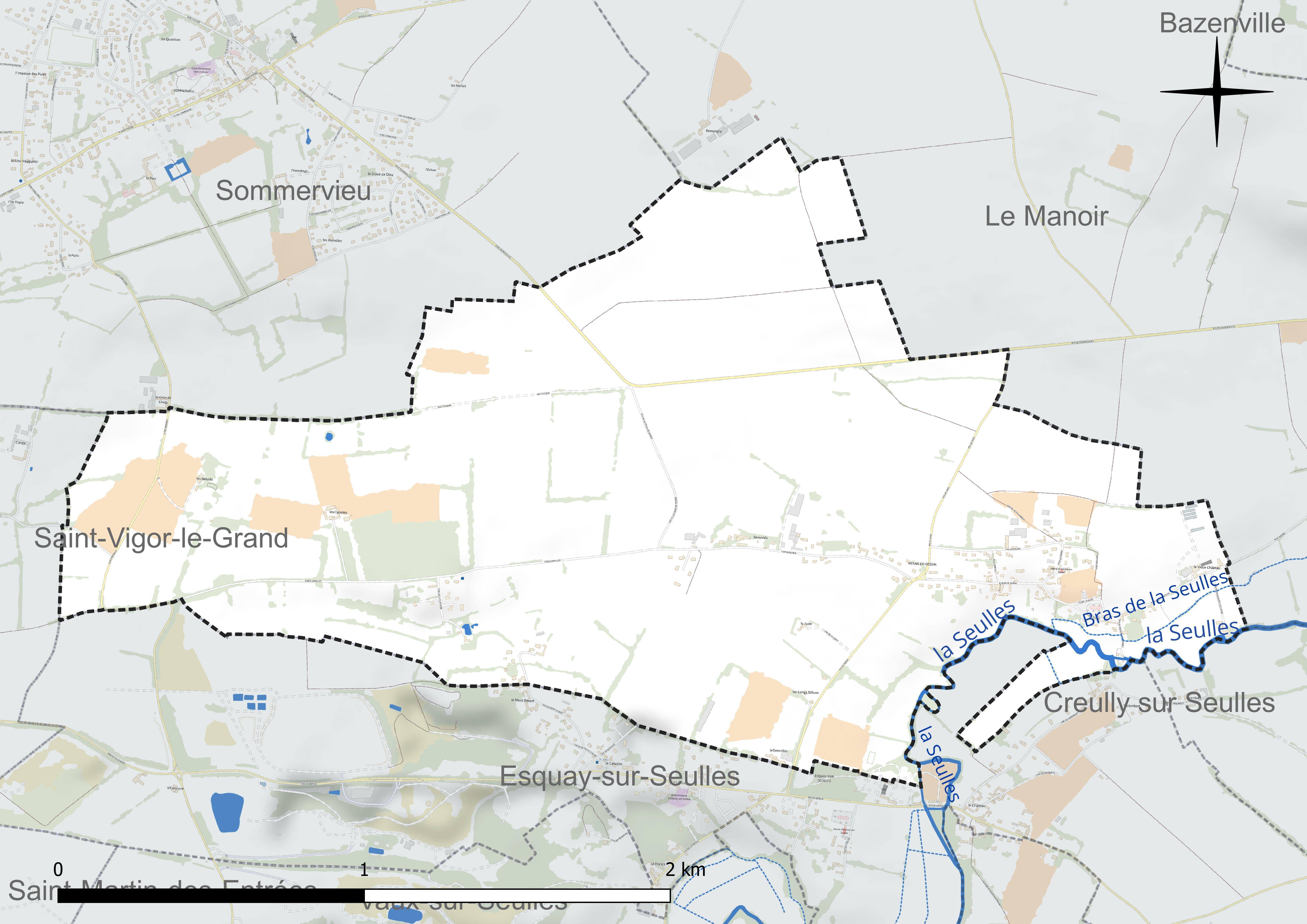
Réseau hydrographique de Vienne-en-Bessin.

### Climat
Pour des articles plus généraux, voir Climat de la Normandie et Climat du Calvados.
En 2010, le climat de la commune est de type climat océanique altéré, selon une étude du CNRS s'appuyant sur une série de données couvrant la période 1971-2000. En 2020, Météo-France publie une typologie des climats de la France métropolitaine dans laquelle la commune est exposée à un climat océanique et est dans la région climatique Normandie (Cotentin, Orne), caractérisée par une pluviométrie relativement élevée (850 mm/a) et un été frais (15,5 °C) et venté. Parallèlement le GIEC normand, un groupe régional d'experts sur le climat, différencie quant à lui, dans une étude de 2020, trois grands types de climats pour la région Normandie, nuancés à une échelle plus fine par les facteurs géographiques locaux. La commune est, selon ce zonage, exposée à un « climat des plateaux abrités », correspondant à la plaine agricole de Caen à Falaise, sous le vent des collines de Normandie et proche de la mer, se caractérisant par une pluviométrie et des contraintes thermiques modérées.
Pour la période 1971-2000, la température annuelle moyenne est de 10,9 °C, avec  une amplitude thermique annuelle de 11,5 °C. Le cumul annuel moyen de précipitations est de 710 mm, avec 12 jours de précipitations en janvier et 7,6 jours en juillet. Pour la période 1991-2020, la température moyenne annuelle observée sur la station météorologique la plus proche, située sur la commune de Bernières-sur-Mer à 15 km à vol d'oiseau, est de 11,7 °C et le cumul annuel moyen de précipitations est de 695,0 mm,. Pour l'avenir, les paramètres climatiques de la commune estimés pour 2050 selon différents scénarios d'émission de gaz à effet de serre sont consultables sur un site dédié publié par Météo-France en novembre 2022.

## Urbanisme

### Typologie
Au 1er janvier 2024, Vienne-en-Bessin est catégorisée commune rurale à habitat dispersé, selon la nouvelle grille communale de densité à 7 niveaux définie par l'Insee en 2022.
Elle est située hors unité urbaine. Par ailleurs la commune fait partie de l'aire d'attraction de Caen, dont elle est une commune de la couronne,. Cette aire, qui regroupe 296 communes, est catégorisée dans les aires de 200 000 à moins de 700 000 habitants,.

### Occupation des sols
L'occupation des sols de la commune, telle qu'elle ressort de la base de données européenne d'occupation biophysique des sols Corine Land Cover (CLC), est marquée par l'importance des territoires agricoles (90,6 % en 2018), en diminution par rapport à 1990 (93,9 %). La répartition détaillée en 2018 est la suivante : 
terres arables (63,3 %), prairies (20,8 %), zones urbanisées (9,1 %), zones agricoles hétérogènes (6,5 %), mines, décharges et chantiers (0,3 %). L'évolution de l'occupation des sols de la commune et de ses infrastructures peut être observée sur les différentes représentations cartographiques du territoire : la carte de Cassini (XVIIIe siècle), la carte d'état-major (1820-1866) et les cartes ou photos aériennes de l'IGN pour la période actuelle (1950 à aujourd'hui).

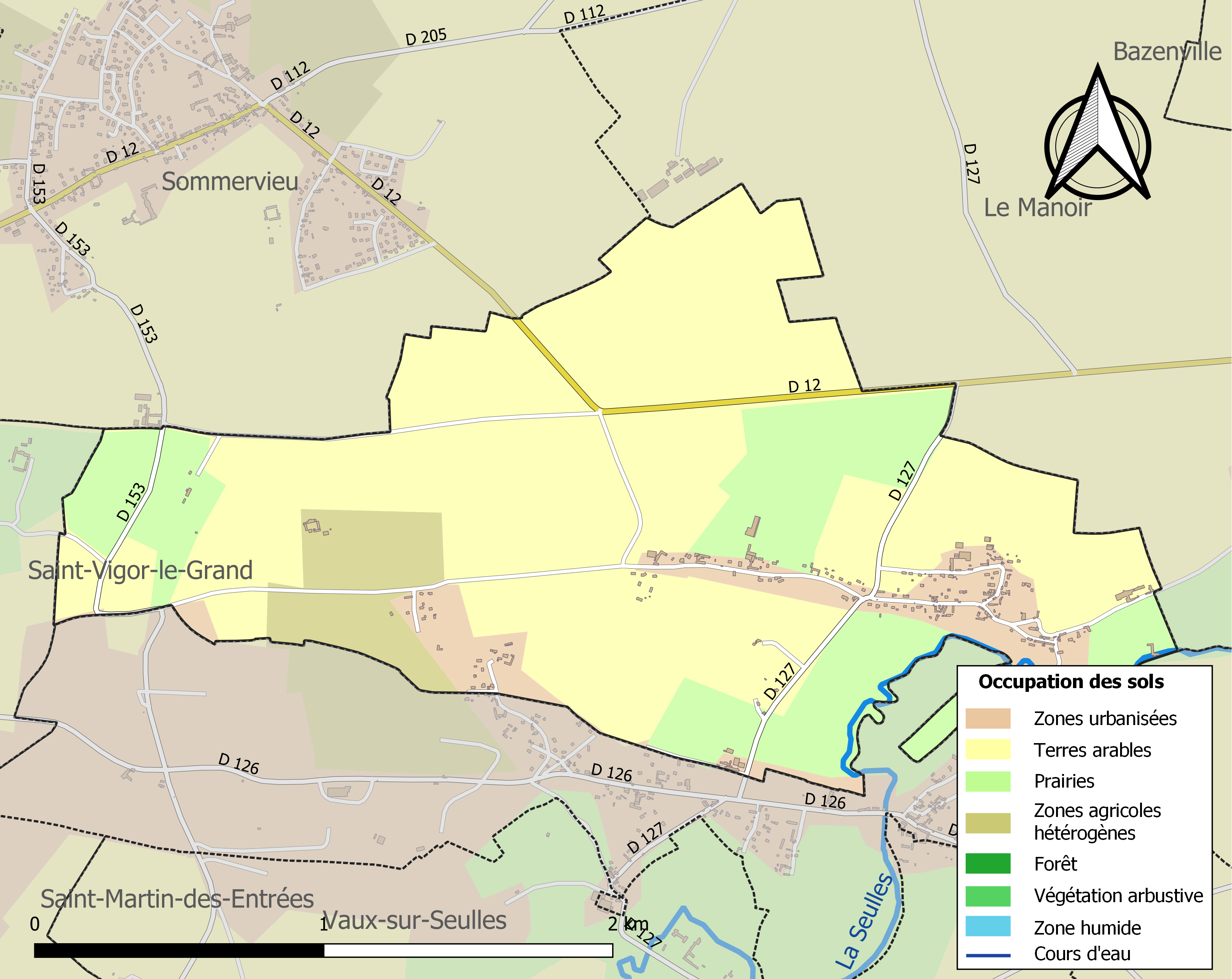
Carte des infrastructures et de l'occupation des sols de la commune en 2018 (CLC).

## Toponymie
Le nom de la localité est attesté sous la forme Viana en 1198.
Pour René Lepelley l'origine du toponyme Vienne est obscure.
En 1921, Vienne prend officiellement le nom de Vienne-en-Bessin.

## Politique et administration
| Période                                  | Période       | Identité             | Étiquette | Qualité               |
| ---------------------------------------- | ------------- | -------------------- | --------- | --------------------- |
| février 1910                             | mai 1912      | Fernand Lesage       |           |                       |
| mai 1912                                 | décembre 1919 | Jules Leboucher      |           |                       |
| décembre 1919                            | mai 1925      | Georges Legorju      |           |                       |
| mai 1925                                 | mars 1971     | Albéric de La Loyère |           |                       |
| mars 1971                                | mars 1989     | Antoine de La Loyère |           |                       |
| mars 1989                                | mars 2001     | Paul Leclavier       |           |                       |
| mars 2001                                | En cours      | Rémi Françoise       | SE        | Agent de maîtrise GDF |
| Les données manquantes sont à compléter. |               |                      |           |                       |

Le conseil municipal est composé de onze membres dont le maire et deux adjoints.

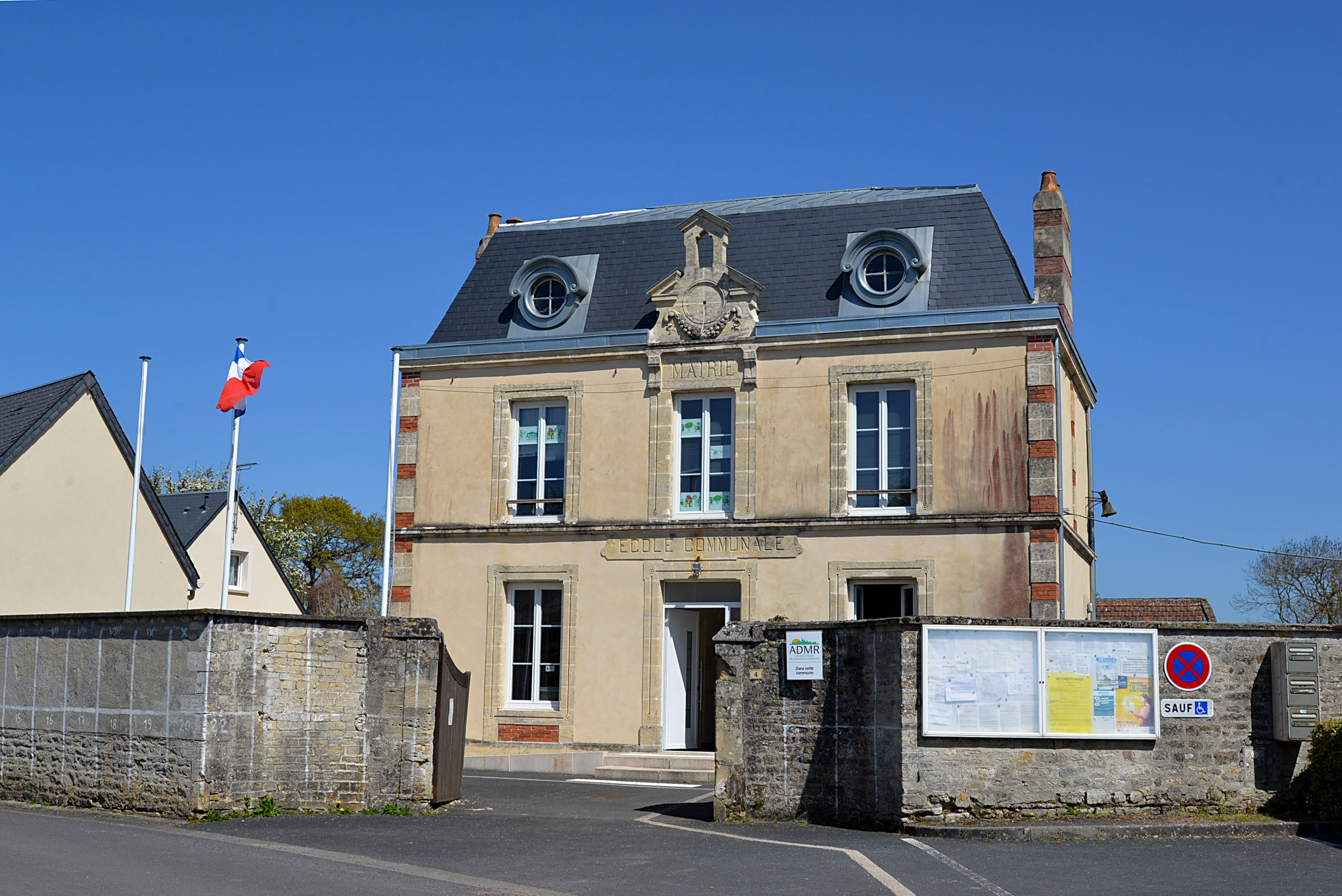
La mairie.

## Démographie
L'évolution du nombre d'habitants est connue à travers les recensements de la population effectués dans la commune depuis 1793. Pour les communes de moins de 10 000 habitants, une enquête de recensement portant sur toute la population est réalisée tous les cinq ans, les populations de référence des années intermédiaires étant quant à elles estimées par interpolation ou extrapolation. Pour la commune, le premier recensement exhaustif entrant dans le cadre du nouveau dispositif a été réalisé en 2006.
En 2022, la commune comptait 266 habitants, en évolution de −11,04 % par rapport à 2016 (Calvados : +1,58 %, France hors Mayotte : +2,11 %).
Vienne-en-Bessin a compté jusqu'à 329 habitants en 1831.
| 1793 | 1800 | 1806 | 1821 | 1831 | 1836 | 1841 | 1846 | 1851 |
| ---- | ---- | ---- | ---- | ---- | ---- | ---- | ---- | ---- |
| 239  | 298  | 328  | 300  | 329  | 312  | 280  | 293  | 276  |

| 1856 | 1861 | 1866 | 1872 | 1876 | 1881 | 1886 | 1891 | 1896 |
| ---- | ---- | ---- | ---- | ---- | ---- | ---- | ---- | ---- |
| 263  | 264  | 244  | 244  | 214  | 219  | 253  | 214  | 210  |

| 1901 | 1906 | 1911 | 1921 | 1926 | 1931 | 1936 | 1946 | 1954 |
| ---- | ---- | ---- | ---- | ---- | ---- | ---- | ---- | ---- |
| 194  | 200  | 166  | 157  | 151  | 174  | 140  | 167  | 174  |

| 1962 | 1968 | 1975 | 1982 | 1990 | 1999 | 2006 | 2011 | 2016 |
| ---- | ---- | ---- | ---- | ---- | ---- | ---- | ---- | ---- |
| 161  | 137  | 122  | 152  | 198  | 200  | 247  | 278  | 299  |

| 2021 | 2022 | - | - | - | - | - | - | - |
| ---- | ---- | - | - | - | - | - | - | - |
| 277  | 266  | - | - | - | - | - | - | - |

## Lieux et monuments

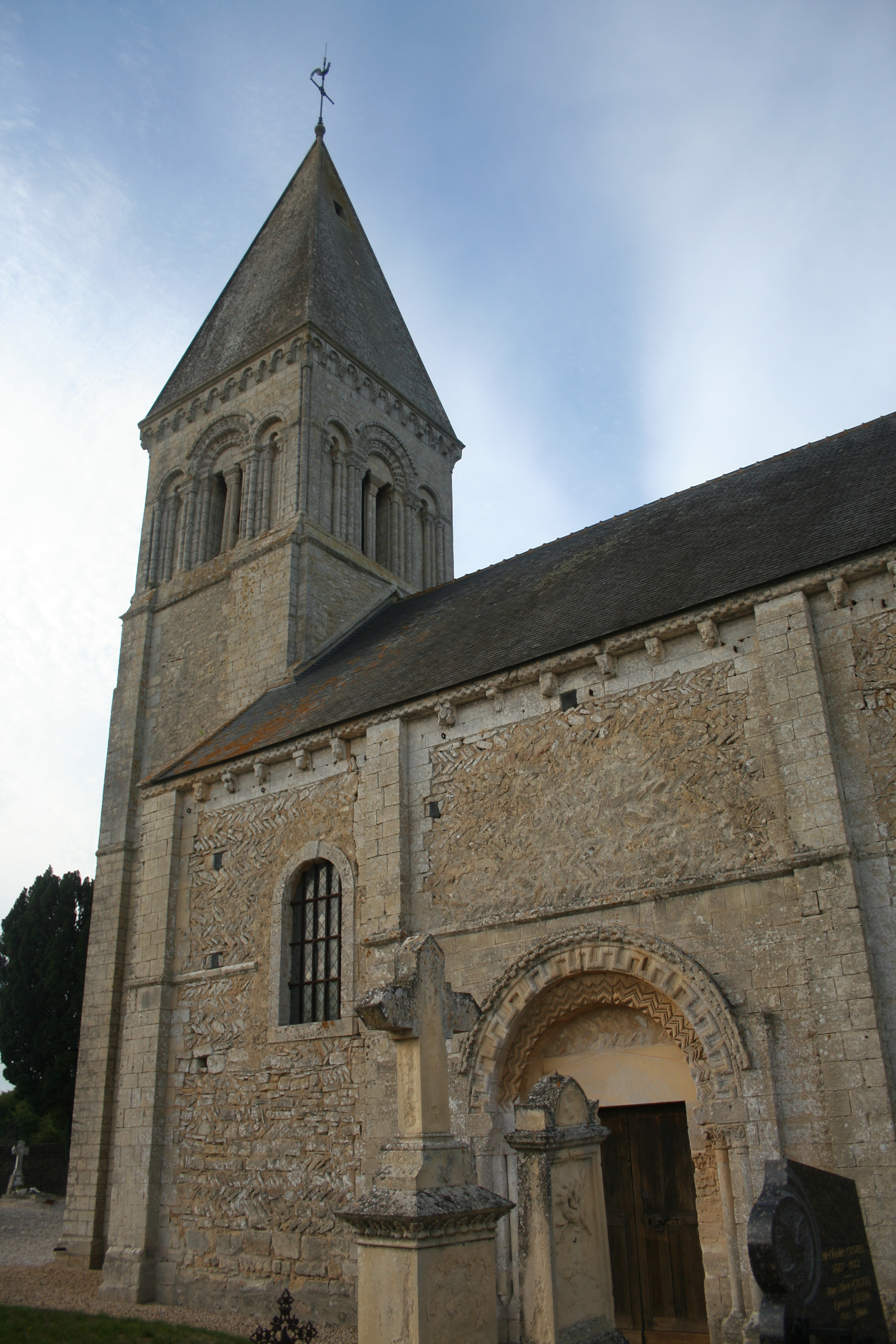
L'église Saint-Pierre.

- Église Saint-Pierre (XIe-XVIIIe siècle). Elle fait l'objet d'un classement au titre des Monuments historiques depuis le 27 décembre 1974[24].
- Le Vieux Château, ferme-château des XVe-XVIIe siècles, inscrit aux Monuments historiques[25].
- Château des Capelles du XVIIIe siècle.

## Héraldique
| Blason de Vienne-en-Bessin | Blason  | D'azur à la cloche d'or posée sur des ondes d'argent mouvant de la pointe, au chef cousu de sinople. |
| Blason de Vienne-en-Bessin | Détails | |